# Lonicera hispidula
Chèvrefeuille hispide
Espèce
Synonymes
- Lonicera anisocalyx Rehder
- Lonicera chaetocarpa (Batalin ex Rehder) Rehder
- Lonicera finitima W.W. Sm.
- Lonicera montigena Rehder

La vigne vivace Lonicera hispidula, le chèvrefeuille hispide, est une espèce de chèvrefeuille. C'est un arbuste ou une vigne des forêts de basse altitude que l'on trouve sur la côte ouest d'Amérique du Nord.

## Description
Comme d'autres chèvrefeuilles, Lonicera hispidula a des paires de feuilles qui poussent l'une en face de l'autre sur la tige, la paire supérieure étant fusionnée à la base pour entourer la tige. À l'extrémité de la tige poussent des fleurs roses. C'est un arbuste ou une vigne vivace. Selon la base de données Lady Bird Johnson Wildflower, "Les baies peuvent être légèrement toxiques si elles sont consommées. La sensibilité à une toxine varie en fonction de l'âge, du poids, de la condition physique et de la sensibilité individuelle d'une personne. Les enfants sont les plus vulnérables en raison de leur curiosité et de leur petite taille".

## Écologie
Lonicera hispidula pousse dans les zones riveraines et boisées. Les fleurs attirent les colibris, tandis que d'autres oiseaux mangent les fruits.

## Utilisations humaines
Les tiges sont creuses et robustes et étaient utilisées par le peuple Pomo comme pipes à fumer. Elle est cultivée par des pépinières spécialisées dans les plantes indigènes comme plante ornementale pour les jardins sauvages résistants à la sécheresse et les aménagements paysagers naturels en Californie.

## Taxonomie
Aucune sous-espèce n'est actuellement reconnue. Les sous-espèces précédemment reconnues comprennent Lonicera hispidula var. californica (Torr. & A. Gray) Rehder, Lonicera hispidula var. hispidula et Lonicera hispidula var. vacillans A. Gray.